# Europsko međunarodno privatno pravo
Europsko međunarodno privatno pravo kao sastavnica europskog prava u svom dosadašnjem razvoju prošlo je veoma dinamičnu genezu, a kao dio europskoga prava riječ je o važnoj sastavnici u eurointegracijskom procesu. 
Jednako kao što europsko međunarodno privatno pravo prolazi kroz dinamičan razvoj, tako i hrvatsko međunarodno privatno pravo, s tradicijom od 1852. kada se u Hrvatskoj počeo primjenjivati (austrijski) Opći građanski zakonik koji je bio izvorno donesen 1811., odnosno od 8. listopada 1991. koji označava datum sukcesije, pa do danas obilježava dvostruki harmonizacijski proces. Prvotno, izvori hrvatskog međunarodnog privatnog prava moraju biti ujednačeni s Ustavom Republike Hrvatske iz 1990., a kasnije, slijedom pridruživanja Hrvatske EU, i s pravom EU što je posebice formalizirano klauzulom sadržanom u Sporazumu o stabilizaciji i pridruživanju iz 2001. 
Povijesno gledano, Europska ekonomska zajednica (EEZ) nije u velikoj mjeri uspjela s unifikacijom međunarodnog privatnog prava te je sav angažman EEZ-a iznjedrio samo dvije konvencije, Bruxellesku konvenciju iz 1968. te Rimsku konvenciju iz 1980., te da je neprimjereno korištenje izvora europskog sekundarnog prava također izostalo s davanjem željenih rezultata u izgradnji zajedničkog i unutarnjeg tržišta, došlo je do većih promjena tek donošenjem   Ugovora iz Amsterdama (1997.). Ugovor iz Amsterdama iz 1997. ubrzao je proces komunitarizacije davanjem većih ovlasti nadležnim tijelima EU te je njegovim donošenjem, odnosno stupanjem na snagu 1999., započela druga faza suvremenog razvitka europskog međunarodnog privatnog prava u kojoj pratimo pravni položaj međunarodnih ugovora kao izvora međunarodnog privatnog prava.
Europsko međunarodno privatno pravo se prvi put pravno uređuje u Rimskom ugovoru iz 1957., koji je samo jednom odredbom spomenuo tek jedan segment europskog međunarodnog privatnog prava, i to postupak priznanja stranih odluka navevši da «Ako bude potrebno, države članice će pristupiti međusobnim pregovorima da bi svojim državljanima ostvarile pogodnosti glede (...) pojednostavljenja postupaka koji uređuju uzajamna priznanja sudskih odluka i pravorijeka. Tom odredbom oblikovan je pravni okvir europskog međunarodnog privatnog prava i određen međunarodni ugovor kao temeljni formalni izvor europskog međunarodnog privatnog prava.
Razlikujemo europsko međunarodno privatno pravo u užem smislu koje označuje odredbe međunarodnog privatnog prava sadržane u pravnim aktima EU, a u širem smislu označava cjelokupnost normi međunarodnog privatnog prava na području država članica EU. 
Kao istoznačnica za izraz europsko međunarodno privatno pravo u novijoj literaturi se pojavljuje i naziv europsko kolizijsko pravilo.
Harmonizacija prava je usklađivanje prava, odnosno pravnog sustava jedne države s određenim pravom ili pravnim poretkom drugog pravnog subjekta. U izvornoj verziji Rimskog ugovora iz 1957. harmonizacija je imala integracijsku funkciju koju provodi Zajednica, a to je usklađivanje zakona zemalja članica u opsegu koji je potreban za uspješno djelovanje zajedničkog tržišta. 
Unifikacija je proces izjednačavanja pravnih propisa stvaranjem jedinstvenog prava i pravnog sustava na području EU. Unifikacijom se u određenim pitanjima europskog međunarodnog privatnog prava postiže optimalna ujednačenost, a ostvaruje se putem međunarodnih ugovora i uredbi.
Odnos europskog međunarodnog privatnog prava i međunarodnog privatnog prava
Temelj europskog prava jest gospodarstvo, odnosno reguliranje zajedničkog, odnosno unutarnjeg i jedinstvenog tržišta EU, a kako bi se taj temeljni cilj mogao ostvariti pravo EU je kao glavno obilježje usvojilo načelo izravnog učinka koje označava izravno važenje pa ga nacionalni sudovi izravno primjenjuju. Upravo iz tog razloga Lisabonski ugovor, kao primarni izvor prava EU, određuje da se području država članica izričito određuje zabrana svakog ponašanja protivnog slobodnom tržišnom natjecanju unutar zajedničkog tržišta. Važno obilježje europskog prava jest i hijerarhijska nadređenost nacionalnom pravu država članica EU. Hijerarhijska nadređenost prava EU nacionalnom pravu logična je posljedica cilja eurointegracijskog procesa jer kada bi se prednost dala primjeni nacionalnih prava bilo bi gotovo nemoguće izgraditi zajedničko, a pogotovo unutarnje, odnosno jedinstveno tržište kao zadani politički cilj EU. Važna je i subordinacija, a riječ je o načelu koje se primjenjuje u područjima podijeljenih ovlasti između EU i država članica, kakva je većina politika EU, te preferira odlučivanje na nacionalnoj razini, a ne na razini EU. Upravo se putem subordinacije pretežito i provodi europska integracija. 
Europsko pravo kao pravni sustav na specifičan način, putem zabrane diskriminacije i putem temeljnih sloboda utječe na međunarodno privatno pravo, tvoreći posebnu odliku jer državama članicama EU nameće tzv. obligation de résultat. 
Međunarodno privatno pravo rješavanje privatnopravnih situacija s međunarodnim obilježjem promišlja horizontalno, sukob prava rješava koordinacijom, birajući onaj pravni poredak koji najviše odgovara privatnopravnim interesima stranaka, ne uzimajući kao glavnu odrednicu obligation de résultat. Osim toga, međunarodno privatno pravo uvažava kulturni identitet pojedinca i koegzistenciju različitih pravnih sustava.
Kolizijskopravni problemi između europskog međunarodnog privatnog prava i međunarodnog privatnog prava nastaju na dodirnim točkama ta dva sustava. 
Sami proces europske integracije je europski odgovor na proces globalizacije, a današnji integracijski trendovi u EU pretvaraju suvremeno međunarodno privatno pravo iz dominantno nacionalnog u integracijsko pravo. To znači da suvremeno europsko međunarodno privatno pravo, ne samo po privatnopravnim situacijama koje rješava, već i po svojim izvorima postaje sve više europsko, a tu pojavu nazivamo europeizacijom.

## Poveznice
Međunarodno privatno pravo